# Phytomyza vitalbae
Phytomyza vitalbae är en tvåvingeart som beskrevs av Johann Heinrich Kaltenbach 1872. Phytomyza vitalbae ingår i släktet Phytomyza och familjen minerarflugor. Arten är reproducerande i Sverige. Inga underarter finns listade i Catalogue of Life.